# Žemberovce
Žemberovce es un municipio del distrito de Levice en la región de Nitra, Eslovaquia, con una población estimada a final del año 2024 de 1235 habitantes.
Se encuentra ubicado al este de la región, cerca de los ríos Ipoly y Hron (ambos, afluentes izquierdos del Danubio) y de la frontera con la región de Banská Bystrica.

## Demografía
| Año        | 1994 | 2004    | 2014    | 2024    |
| ---------- | ---- | ------- | ------- | ------- |
| Población  | 1299 | 1239    | 1267    | 1235    |
| Diferencia |      | −4,61 % | +2,25 % | −2,52 % |

| Año        | 2023 | 2024    |
| ---------- | ---- | ------- |
| Población  | 1234 | 1235    |
| Diferencia |      | +0,08 % |